# Ботаническа градина на Куритиба
Ботаническата градина на Куритиба (на португалски: Jardim Botânico de Curitiba) или „Jardim Botânico Fanchette Rischbieter“ се намира в града Куритиба – най-големия град в Южна Бразилия. Тя е основна туристическа атракция на града и в нея се намира част от кампуса на Федералния университет в Парана – през 2007 г. спечели онлайн избори, за да изберете „Седемте чудеса на Бразилия“. Паркът е неофициален символ на града и на цяла Южна Бразилия.
Международен идентификационен код е CURIT.

## Описание
Градината на Куритаба отваря за посетители през 1991 г. и е проектирана във френски стил на площ от 240 000кв.м. Веднага след като влезете през главния портал, килим от цветя се простира пред нозете ви още от входа, разкриват обширни градини във френски стил, аранжирани с големи фонтани, водопади и езера, както и Зимната градина, която се разпростира на 480 кв. метра, където се помещават екземпляри от характерни за региона тропически растения.
Главната оранжерия е построена в стил Ар нуво и представлява метална структура, която напомня на Кристалния дворец в Лондон.

## Ботаническият музей на Куритиба
Ботаническият музей на Куритиба (на португалски: Museu Botânico de Curitiba) представя колекция от местната флора. В него се съхраняват и ботанически видове от влажните атлантически гори в източна крайбрежие на Бразилия. В Ботаническия музей на градината има неповторима колекция от местната флора, която привлича тук изследователи от цял свят.

## Галерия
- Основният парник и френски градини
- Ботаническият музей на Куритиба